# نیروگاه زمین‌گرمایی نسیاولیر
نیروگاه برق زمین‌گرمایی نسیاولیر (به انگلیسی :Nesjavellir Geothermal Power Station اختصاراً NGPS) دومین نیروگاه زمین‌گرمایی بزرگ در ایسلند  است. تأسیسات آن در ۱۷۷ متر (۵۸۱ فوت) سطح دریای آزاد و در ایالت جنوبشرقی کشور، نزدیک ثینگویلر و آتشفشان هنگیل قرار دارد. NGPS متعلق و تحت اداره ON Power است.
طرحهای اولیه برای به‌کارگیری این منطقه در سال ۱۹۴۷ شروع شدند. تحقیقات از ۱۹۶۵ تا ۱۹۸۶ ادامه یافت. در ۱۹۸۷, پروژه آغاز شد و نهایتاً در مه ۱۹۹۰ تأسیس گردید. تولید آن ۱۲۰ MW برق به همراه ۱٬۱۰۰ لیتر (۲۹۰ گالون آمریکایی) آب داغ ۸۲–۸۵ درجه سلسیوس (۱۸۰–۱۸۵ درجه فارنهایت) بر ثانیه است، که به سوی پایتخت لوله‌کشی شده‌است.

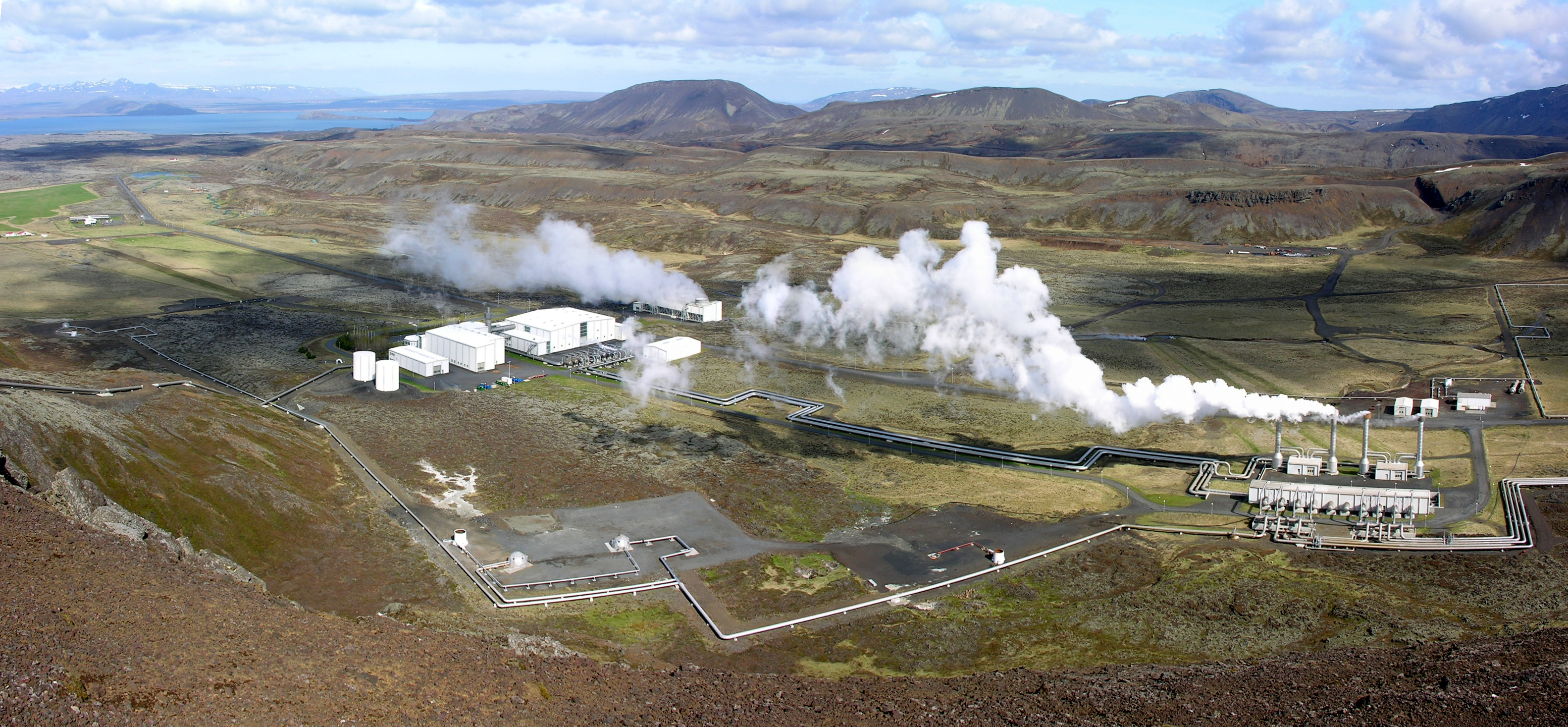
نمای پاناروما از مجموعه نسیاولیر.

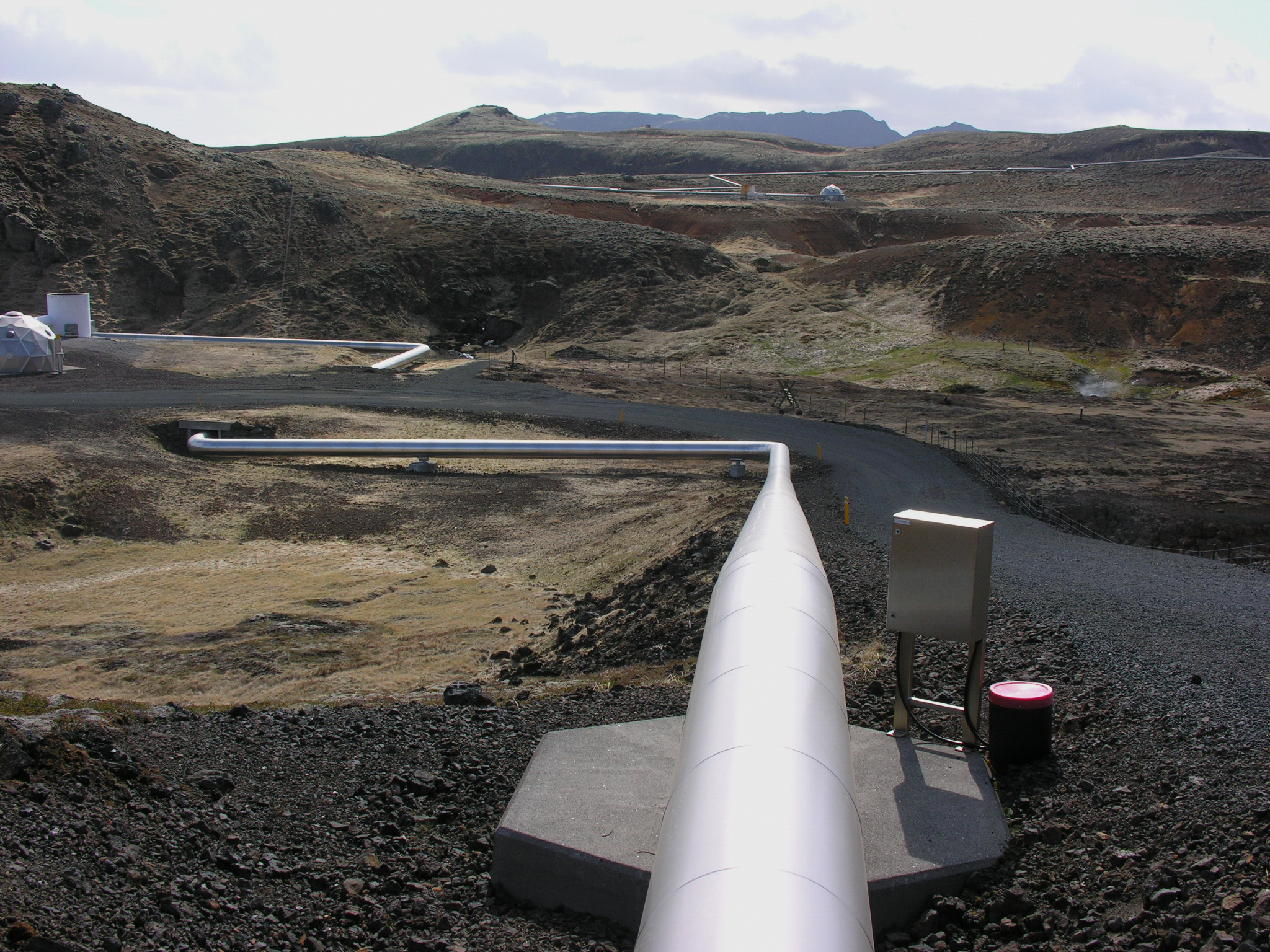
Penstockهای در مجموعه.